# Shangyuan (köpinghuvudort i Kina, Shanxi Sheng, lat 35,62, long 111,13)
Shangyuan är en köpinghuvudort i Kina. Den ligger i provinsen Shanxi, i den norra delen av landet, omkring 280 kilometer sydväst om provinshuvudstaden Taiyuan. Antalet invånare är 41 121. Befolkningen består av 20 159 kvinnor och 20 962 män. Barn under 15 år utgör 19,0 %, vuxna 15-64 år 72 %, och äldre över 65 år 7,0 %.
Runt Shangyuan är det tätbefolkat, med 459 invånare per kvadratkilometer. Shangyuan är det största samhället i trakten. Trakten runt Shangyuan består till största delen av jordbruksmark.
Genomsnittlig årsnederbörd är 635 millimeter. Den regnigaste månaden är juli, med i genomsnitt 164 mm nederbörd, och den torraste är december, med 3 mm nederbörd.